# Peter Thiel
Pour les articles homonymes, voir Thiel.
Peter Thiel, né le 11 octobre 1967 à Francfort-sur-le-Main (Allemagne), est un entrepreneur américain et néo-zélandais d'origine allemande (germano-américain), gérant de fonds spéculatifs, et investisseur de capital risque.
En 1998, avec Max Levchin, il cofonde Confinity, qui donne ensuite naissance à PayPal, et en devient directeur général. Il est également le président de Clarium Capital Management LLC, un fonds spéculatif dit de « global macro », gérant près de 3 milliards de dollars et un partenaire gérant de The Founders Fund, un fonds de capital risque de 50 millions de dollars lancé en 2005. Il est un investisseur précoce de Facebook, dont il est membre du conseil d'administration. En 2004, il fonde la société de big data Palantir Technologies, et crée également par la suite une fondation portant son nom.
Il est, après les élections américaines de 2016, un conseiller du président des États-Unis Donald Trump, dont il a soutenu la candidature. Il adopte des positions conservatrices et libertariennes.

## Biographie

### Origines
Peter Andreas Thiel naît le 11 octobre 1967 à Francfort-sur-le-Main en Allemagne, mais sa famille émigre à Cleveland aux États-Unis alors qu'il n'a qu'un an. La famille déménage régulièrement en fonction du travail du père avant de s'installer en 1977 à Foster City dans la baie de San Francisco (Californie). 
Jusqu'en 1977, la famille Thiel avait vécu en Afrique du Sud et en Afrique du Sud-Ouest (l'actuelle Namibie). Le jeune Peter a changé d'école primaire sept fois. Il a fréquenté une école à Swakopmund qui exigeait que les élèves portent des uniformes et utilisait des châtiments corporels, comme frapper les mains des élèves avec une règle. Il a déclaré que cette expérience lui a inculqué un dégoût pour l'uniformité et la réglementation, qui se reflétera plus tard dans son soutien à l'individualisme et au libertarianisme.
Pendant ses années d'école secondaire, en Californie, il devient un joueur d'échecs classé au niveau national. Il lit notamment Le Seigneur des anneaux, Ayn Rand et Alexandre Soljenitsyne.

### Formation
À l'université Stanford, il étudie la philosophie du XXe siècle. Il est notamment influencé par la pensée de René Girard et sa théorie du désir mimétique. Il préside la Stanford Federalist Society (en) et fonde The Stanford Review (en). Il intègre ensuite la faculté juridique de Stanford (Stanford Law School (en)), où il obtient le diplôme de Juris doctor en 1992.

### Débuts professionnels
Après avoir obtenu son Juris doctor, Thiel est greffier pour le juge James Larry Edmondson (en) de la cour d'appel des États-Unis pour le onzième circuit, pratiquant le droit et plus tard les instruments financiers dérivés. Il fonde le Thiel Capital Management, un fonds à multi-stratégie, en 1996.

### PayPal
Il rencontre Max Levchin à l'été 1998 après une conférence à l'Université Stanford. Ensemble, ils ont l'idée de créer un système de paiement électronique destiné à favoriser l'émergence du commerce électronique et ils fondent l'entreprise Fieldlink qui deviendra par la suite Confinity. PayPal est lancé en 1999 comme démo pour des paiements par courrier électronique. Confinity fusionne avec X.com d'Elon Musk en 2000. X.com est renommé Paypal par la suite.
Il espère alors que PayPal fera advenir une nouvelle monnaie mondiale, libre du contrôle gouvernemental et de la dilution.
Thiel et ses associés vendent PayPal à eBay pour 1,5 milliard de dollars en 2002. Ses 3,7 % du capital valaient environ 55 millions de dollars au moment de la cession à eBay,. Peter Thiel fonde alors le fonds spéculatif Clarium Capital Management, initialement doté de 10 millions de dollars.
En 2004, Reid Hoffman, son ami depuis ses années à Stanford, et Sean Parker lui présentent Mark Zuckerberg et Peter Thiel lui prête un demi-million de dollars pour l'aider à fonder Facebook. Plus tard, il acquiert 7 % du capital de l'entreprise et siège au conseil d'administration. La même année, il cofonde l'entreprise Palantir Technologies, qui se spécialise dans la conception de logiciels destinés à traquer les terroristes et les fraudeurs.
À l'été 2008, juste avant la crise financière, Clarium est l'un des fonds spéculatifs les plus en vue avec plus de 7 milliards de dollars d'actifs et s'installe à New York, mais l'entreprise connaît d'importantes pertes à la fin de l'année 2008 et pendant l'année 2009. En 2010, Peter Thiel ferme le bureau de New York et revient s'installer à San Francisco.

### Investissements
Peter Thiel est le premier investisseur extérieur de Facebook. Il espère alors que le réseau social « aiderait les gens à former des communautés spontanées en dehors des États-nations traditionnels. »
Il finance aussi de nombreux projets pour leur dimension utopique plus que pour leur rendement financier.
- Il est ainsi le plus grand donateur du Singularity Institute, un institut fondé en 2000 par Eliezer Yudkowsky pour préparer la singularité technologique.
- Il finance la Methuselah Foundation (en), une fondation qui lutte contre le vieillissement humain. En septembre 2006, Thiel annonce qu'il donnera 3,5 millions de dollars pour la recherche contre la vieillesse à travers la fondation Methuselah Mouse Prize[7].
- Il s'est investi dans le Seasteading Institute (en), un institut fondé par Patri Friedman dont le concept Seasteading vise à créer des îles artificielles (plateformes flottantes) dans les eaux internationales, uniquement régies par les principes libertariens[2].

En plus de Facebook, Thiel a procédé à de nombreux investissements précoces dans des jeunes pousses dont Slide (en), LinkedIn, Friendster, Palantir Technologies, et IronPort. Slide et IronPort ont chacun été fondés par des collègues de Thiel à PayPal. Fortune magazine rapporte que les anciens de PayPal ont fondé ou investi dans une douzaine de jeunes pousses pour une valeur, selon Thiel, d'environ 30 milliards de dollars.
En 2010, il fonde Valar Ventures aux côtés d'Andrew McCormack et James Fitzgerald. Via ce fonds de capital-risque, il investit notamment dans les sociétés de fintech françaises Qonto et Shares.
Le 21 août 2012, Peter Thiel fait sensation en vendant 20 des 25,6 millions d’actions Facebook qu’il détenait à un prix compris entre 19,69 et 20,70 dollars, ce qui lui génère un bénéfice d'environ 400 millions de dollars.
En 2024, Peter Thiel lance le projet Enhanced Games (en) (en français les « Jeux améliorés ») en collaboration avec Aron D'Souza qui vise à autoriser le dopage des athlètes, mais d'une manière drastiquement encadrée afin que la santé des participants ne soit pas mise en danger par des effets secondaires, et ne pas entretenir ainsi une illusion d'équité du modèle olympique,,.

## Politique
De la fin des années 1980 jusqu'au début des années 1990, il prend position contre « les nouvelles orthodoxies académiques du multiculturalisme, de la diversité et du politiquement correct », notamment dans un ouvrage qu'il intitule The Diversity Myth. Il va jusqu'à défendre son camarade Keith Rabois (en) après que ce dernier a crié des injures homophobes et « J'espère que vous mourrez du sida ! » devant la résidence de l'un de ses professeurs. Dans The Diversity Myth, il promeut également des alternatives à l'État traditionnel, notamment à travers le concept de pied-à-mer (néologisme) (mot-valise seasteading en anglais, création de communautés océaniques autonomes).
Dès 2004, Thiel exprime sa frustration envers le système démocratique américain, déplorant que « les mécanismes constitutionnels américains » empêchent la « reconstruction de l'ancienne République par une seule personne ambitieuse ».
Lors de la campagne des primaires internes au Parti républicain de 2008, il soutient financièrement le candidat libertarien Ron Paul, puis apporte son soutien financier au candidat républicain désigné par les primaires, John McCain, lors de l'élection présidentielle américaine de 2008,,. Il apporte à nouveau son soutien financier à Ron Paul lors des primaires du Parti républicain de 2012. Il a été membre de l'organisation conservatrice Federalist Society et du Leadership Institute.
En 2009, il expose dans l'article L'Éducation d'un libertarien (The Education of a Libertarian) des idées politiques qui articulent désormais le cœur de sa pensée : « Je ne crois plus que la liberté et la démocratie soient compatibles. […] Je reste attaché, depuis mon adolescence, à l’idée que la liberté humaine authentique est une condition sine qua non du bien absolu. Je suis opposé aux taxes confiscatoires, aux collectifs totalitaires et à l’idéologie de l'inévitabilité de la mort »,. Il estime également dans cet article que le capitalisme et la démocratie sont devenus incompatibles depuis que les femmes ont obtenu le droit de vote.
La même année, il finance le militant conservateur James O'Keefe.
En 2014, il publie le livre Zero to One, dans lequel il s'exprime contre la concurrence économique et pour les « monopoleurs créatifs ». L'Economist considère qu'il n'est ainsi « plus tant un libertarien qu'un nietzschéen d'entreprise ».
Il soutient le candidat républicain Donald Trump pour l'élection présidentielle de 2016. Le 21 juillet 2016, Peter Thiel s'est exprimé à la tribune de la Convention Républicaine à Cleveland pour apporter son soutien à Donald Trump. Une fois ce dernier élu en novembre 2016, il été membre du comité de transition à la présidence de celui-ci,, ce qui a fait de lui un proche conseiller de l'ex-président américain. Avec Safra A. Catz, présidente directrice générale d'Oracle Corporation, il compte parmi les rares figures du domaine de la high-tech à soutenir ensuite la présidence de Donald Trump.
En 2016, il participe au congrès annuel de la Property and Freedom Society (en), une organisation néofasciste.
Il devient à partir de 2019 l'une des figures importantes du mouvement national-conservateur américain, ouvrant chaque année la National Conservatism Conference.
Il entretient de bons rapports personnels avec le chancelier autrichien Sebastian Kurz, qu'il recrute en 2022 au poste de conseiller stratégique après que celui-ci a quitté le pouvoir en raison d'accusations de corruption.
Il est également membre du comité de direction du groupe Bilderberg.
En 2021, Business Insider révèle que Peter Thiel est un informateur (confidential human source) du FBI. Son nom de code au sein du FBI est « Philosopher » (Le Philosophe).
Il est proche du mouvement néoréactionnaire et notamment de Curtis Yarvin, un théoricien de ce mouvement qui prône le remplacement de la démocratie par un système de gouvernance inspiré du modèle entrepreneurial,,. En 2013, il investit dans Tlon Corp., l'entreprise de Yarvin. En 2022, Thiel finance à hauteur de plus de 10 millions de dollars les campagnes sénatoriales de J. D. Vance et Blake Masters, deux candidats républicains proches des idées néoréactionnaires,.

## Intérêts
Thiel a aussi des ambitions culturelles. Il a coproduit le film Thank You for Smoking. Il est coauteur (avec David O. Sacks) du livre, The Diversity Myth: 'Multiculturalism' and the Politics of Intolerance at Stanford, qui a inspiré René Girard[réf. nécessaire]. Il a aussi contribué à des articles au The Wall Street Journal, First Things, Forbes, et Policy Review, le journal de la Hoover Institution (il appartient à son conseil d'administration). En 2006, il a gagné le Herman Lay Award pour l'entrepreneuriat.
Il s'intéresse à la recherche sur les effets potentiellement rajeunissants de la parabiose.
Peter Thiel fait des donations aux associations LGBT American Foundation for Equal Rights (en) et GOProud (en) ; il est lui-même homosexuel,,.
En mai 2016, Thiel révèle qu'il a financé les procès de plusieurs personnalités, parmi lesquelles le catcheur Hulk Hogan, contre le groupe Gawker Media,. C'est par ailleurs Valleywag (en), un blogue appartenant à ce même groupe, qui avait révélé l'homosexualité de Thiel en 2007,.
En 2017, Thiel finance l'entreprise Clearview AI, une société spécialisée dans la reconnaissance faciale.
En 2022, sa fortune personnelle est estimée à 4,3 milliards de dollars.

## Vie privée
En 2011, il obtient la nationalité néo-zélandaise « à titre exceptionnel »,. En effet, il n'y avait passé que 12 jours dans sa vie, contre les 1350  normalement requis dans les 5 dernières années. Cette information n'a été révélée qu'en 2017 et engendra un scandale.
En 2015, il achète pour près de 12 millions d’euros une ferme de près de 200 hectares de terrain en Nouvelle-Zélande, sur les rives du lac Wanaka, dans le sud du pays. Avec d'autres milliardaires – comme Sam Altman –, il souhaite construire de grandes résidences ultra-sécurisées, contenant notamment des abris antiatomiques, en cas d'effondrement. Cependant, ce projet se heurte aux populations locales qui dénoncent son impact environnemental. 
Thiel a épousé son partenaire de longue date Matt Danzeisen en octobre 2017, à Vienne, en Autriche. Danzeisen travaille en tant que gestionnaire de portefeuille chez Thiel Capital.

## Dans les médias

### Au cinéma
En tant qu'investisseur important du réseau social Facebook, son personnage apparaît brièvement dans le film de David Fincher, The Social Network (2010). Il est interprété par l'acteur Wallace Langham.

### Dans la musique
En février 2022, une chanson dans le style des musiques de films James Bond a été publiée sur Peter Thiel.

## Distinctions
- En 2007, il est distingué comme Young Global Leader par le forum économique mondial en tant qu'un des 250 leaders les plus distingués de 40 ans et moins.

## Publications
- (en) The Diversity Myth : Multiculturalism and Political Intolerance on Campus, Independent Institute, 1995, écrit avec David Sachs
- (en) Peter Thiel, The Straussian Moment, 2007, 30 p. (lire en ligne)
- (en) « The Education of a Libertarian », Cato Institute,‎ 13 avril 2009 (lire en ligne, consulté le 12 septembre 2012)
- (en) Peter Thiel, « Competition Is for Losers », The Wall Street Journal,‎ 12 septembre 2014 (lire en ligne)
- Peter Thiel et avec Blake Masters, De zéro à un : Comment construire le futur, JC Lattès, 2016 (BNF 44504948)
- (en) Peter Thiel, « The Online Privacy Debate Won’t End With Gawker », The New York Times,‎ 15 août 2016 (lire en ligne)
- (en) Peter Thiel, « Good for Google, Bad for America », The New York Times,‎ 1er août 2019 (lire en ligne)
- (en) Peter Thiel, « A time for truth and reconciliation », Financial Times,‎ january 10 2025 (lire en ligne)

#### Ouvrages
- (en) Steven Drobny, Inside the House of Money, The Dot-Commer, John Wiley & Sons, 2006, 384 p. (ISBN 978-0-471-79447-9).
- (en) Max Chafkin, The Contrarian : Peter Thiel and Silicon Valley’s Pursuit of Power, éd. Bloomsbury, 2021.

#### Presse
- (en) Virtual Money on ITConversations.com, novembre 2004.
- (en) Tom Hodgkinson, « With friends like these… », The Guardian,‎ 14 janvier 2008 (lire en ligne).
- (en) George Packer, « No Death, no taxes : The libertarian futurism of a Silicon Valley billionaire », The New Yorker,‎ 28 novembre 2011 (lire en ligne).